# Artiste de France
Artiste de France est une série documentaire composée de 42 portraits de 2 minutes chacun. Ces portraits, racontés par des personnalités, retracent la vie d’artistes issus de la diversité qui ont influencé et enrichi la culture française. La série est diffusée entre 2016 et 2017 sur les chaînes du groupe France Télévisions. La série est réalisée par Lucien Jean-Baptiste et Pascal Blanchard.

## Présentation
La série Artiste de France est le troisième volet d’une trilogie qui s’inscrit dans la démarche du label « Diversité » de France Télévisions. La première série, Frères d'Armes, est dédiée aux soldats, tandis que la seconde, Champions de France, est c onsacrée aux sportifs. Le documentaire Artiste de France se concentre cette fois sur les artistes issus de toutes les diversités, de toutes les immigrations et des outre-mer, qui ont fait l’Histoire de France,.
Elle présente une galerie de portraits d’artistes venus des quatre coins du monde. Mis en lumière par des historiens et illustrés par des archives, ces récits sont racontés par des personnalités et artistes contemporains. La série vise à contribuer à une histoire commune en rendant hommage à la chanson populaire, aux arts plastiques et au cinéma français.

## Autour de la série
Ce programme est accompagné d’une exposition Artistes & Diversités en France (1900-2017) qui retrace, à travers 12 panneaux traitant chacun d’une décennie, le parcours des artistes issus des colonies, des outre-mer et de toutes les vagues migratoires depuis 1910. L’exposition propose des textes de spécialistes de l'histoire culturelle accompagnés de 150 images, faisant ainsi s’entremêler l’histoire de l’immigration et celle de la culture en France.

## Distribution
- Henry Salvador, le surdoué électrique raconté par Lucien Jean-Baptiste
- L’histoire de Johnny Hallyday, raconté par Mouss Amokrane
- Picasso, le plus grand peintre du siècle, raconté par Abd Al Malik
- Joséphine Baker, première star afro américaine, idole parisienne, racontée par Sonia Rolland
- Charles Aznavour, à jamais en haut de l’affiche, raconté par Lilian Thuram
- Dalida, une carrière enchantée, racontée par Isabelle Giordano
- Django Reinhardt, le créateur du Jazz Manouche, raconté par Thomas Dutronc
- Serge Gainsbourg, poète, mélodiste et provocateur, raconté par Samuel Le Bihan
- Sylvie Vartan, « yéyé » adulée, racontée par Aïssa Maïga
- Linda de Suza, des disques d’or dans une valise en carton, raconté par Philippe Torreton
- Louis de Funès de Galarza, noble d’extraction française moyen d’exception, raconté par Frédéric Chau
- Ernest Léardée, héraut de la biguine, raconté par Pascal Légitimus
- Enrico Macias, la nostalgie du rapatrié, raconté par Smaïn
- Mike Brant, le yéyé malgré lui, raconté par Sebastien Folin
- L’histoire de Slimane Azem, racontée par Nagui
- Habib Benglia, le premier acteur noir français, raconté par Sami Bouajila
- Jamel Debbouze, la « tchatche » au cœur, raconté par Rachid Benzine
- Annie Cordy, la « comédienne musicale », racontée par Claudia Tagbo
- Salvador Dali, le plus extravagant des peintres, racontée par Audrey Pulvar
- Chocolat, le clown de la belle époque, racontée par Firmine Richard
- Lino Ventura, le lutteur au grand cœur, raconté par Frédéric Taddeï
- Féral Benga, « l’étoile noire », racontée par Julie Gayet
- Henri Verneuil, petit réfugié, grand cinéaste et académicien, raconté par Michel Drucker
- Claude François, Kôkô, Clo CLo, roi du disco, raconté par François Xavier Demaison
- Luis Mariano, le prince de l’opérette, racontée par Rokhaya Diallo
- Coluche, l’humour au poing, racontée par Joey Starr
- Edith Piaf, une « môme » emporté par la vie, racontée par Sabrina Ouazani
- Sacha Distel, le plus jazzy des chanteurs de charme, raconté par Dave
- Manu Dibango, une âme d’ambassadeur, raconté par Jacob Desavrieux
- Laurent Voulzy, le cœur grenadine, raconté par Stéphane Bern
- Man Ray, le photographe de Montparnasse, raconté par Yann Arthus-Bertrand
- Joe Dassin, le crooner au costume blanc, raconté par Olivier Sitruk
- Omar Sy, l’acteur préféré des Français, raconté par Raphaël Glucksmann
- La compagnie Créole ou le Carnaval en Bandoulière, raconté par Alain Mabanckou
- Matthieu Chédid, le « M » d’une grande lignée, racontée par Victoria Bedos
- Robert Hossein, l’histoire en scènes, raconté par François Busnel
- KASSAV, fondateur du Zouk, raconté par Rost
- Jane Birkin, l’égérie des sixties, racontée par Olivia Ruiz
- Guy Béart, le maître discret, raconté par Bruno Gaccio
- Jacques Brel, maître des mots et des émotions, raconté par Clément Sibony
- Léonard Foujita, le peintre de l’Occident et de l’Extrême-Orient, raconté par Lucien Jean Baptiste